# Superiore generale degli scalabriniani
Il superiore generale dei Missionari di San Carlo è il moderatore supremo della congregazione di diritto pontificio degli scalabriniani.
Il superiore generale è eletto con un mandato di 6 anni dal capitolo generale ed è assistito da un consiglio generale costituito da 4 consiglieri (tra cui un vicario generale) e da un procuratore generale.
La prima residenza del superiore generale fu a Piacenza, dove i Missionari di San Carlo erano stati fondati dal vescovo locale san Giovanni Battista Scalabrini. Nel 1910 la sede della casa generalizia fu trasferita a Roma, inizialmente presso la chiesa di San Giovanni della Malva e poi in un nuovo edificio costruito alla falde del colle Gianicolo, in via Calandrelli 11. La sede della casa generalizia è ora sempre a Roma, in via Ulisse Seni 2.

## Serie cronologica
Il primo superiore generale fu il fondatore.
- Giovanni Battista Scalabrini (1887-1905)
- Domenico Vicentini (1905-1919)
- Pacifico Chenuil (1919-1923)

Nel 1924 la congregazione degli scalabriniani fu inserita in un nuovo ordinamento giuridico e passò alle dipendenze della Sacra Congregazione Concistoriale. La carica di superiore generale fu attribuita al segretario pro tempore della Sacra Congregazione Concistoriale.
- Gaetano De Lai (1924-1928)
- Carlo Perosi (1928-1930)
- Raffaele Carlo Rossi (1930-1948)[3]
- Adeodato Piazza (1948-1951)

Nel 1951 fu convocato il capitolo generale in cui fu eletto il primo superiore generale dopo il periodo di diretta dipendenza dalla Sacra Congregazione Concistoriale.
- Francesco Prevedello (1951-1957)
- Raffaele Larcher (1957-1963)
- Giulivo Tessarolo (1963-1969)
- Renato Bolzoni (1969-1974)
- Giovanni Simonetto (1974-1980)
- Sisto Caccia (1980-1992)
- Luigi Valentino Favero (1992-2000)
- Isaia Birollo (2001-2007)
- Sergio Olivo Geremia (2007-2012)
- Alessandro Gazzola (2012-2018)
- Leonir Mario Chiarello (2018-...)